# Holotrichia quadrangulata
Holotrichia quadrangulata är en skalbaggsart som beskrevs av Brenske 1896. Holotrichia quadrangulata ingår i släktet Holotrichia och familjen Melolonthidae. Inga underarter finns listade i Catalogue of Life.